# Felix Albrecht (Schriftsteller)
Fritz Felix Albrecht (geboren 6. Juli 1900 in Darmstadt; gestorben 27. Juni 1980 in Berlin) war ein deutscher Maler, Plakatkünstler, Illustrator und Schriftsteller, der sich der NS-Propaganda und insbesondere deren Leiter Joseph Goebbels zur Verfügung stellte.

## Leben
Felix Albrecht meldete sich noch als Jugendlicher im Ersten Weltkrieg als Kriegsfreiwilliger. Nach Kriegsende studierte er Ingenieurwissenschaften am Technikum Mittweida und schloss als Automobil-Ingenieur ab.
In der noch jungen Weimarer Republik gründete er 1922 das Atelier Albrecht, in dem er zeitweilig bis zu zwölf Angestellte beschäftigte. Von 1925 bis 1928 studierte er Kunst an der damaligen Hochschule für Bildende Künste in Berlin. Noch während seines Studiums trat er zum 7. Mai 1927 der NSDAP bei (Mitgliedsnummer 62.499) und stellte sich in den Dienst der von Joseph Goebbels forcierten Propaganda.
1930 trat Albrecht der SS bei (SS-Nummer 2.596). Ein Jahr vor der Machtergreifung durch die Nationalsozialisten beauftragte der Propagandist Heinz Franke Albrecht zum Entwurf eines Wahlplakats zur Reichspräsidentenwahl am 10. April 1932, das dann unter dem Titel Ein Mann gegen Parteikadaver und Interessenhaufen! in der Graphische Werkstätten GmbH gedruckt wurde. Es zeigte einen übergroßen Hitler im Profil über stilisierten Massenkundgebungen sowie Karikaturen verschiedener Parteien.
Während des Zweiten Weltkrieges wurde er 1944 SS-Hauptsturmführer, geriet als solcher in sowjetische Kriegsgefangenschaft, aus der er 1949 entlassen wurde.
Nach seiner Rückkehr nach Berlin wurde ihm 1958 Betrug vorgeworfen „wegen angeblicher Briefmarkenentwürfe für die SS.“

## Werke (Auswahl)

### Illustrationen
in Büchern:
- Ernst Heinrich Bethge (Verf.), Felix Albrecht (Titelzeichnung): Beethoven. Volks-Feierstunde in dramatischen Szenen, Vortragsdichtungen, Lebensbildern und Dokumenten, Berlin C 2: Eduard Bloch, [1927]; Inhaltsverzeichnis
- Heinrich Hoffmann (künstl. Bearb.), Wilfrid Bade (Text), Felix Albrecht (Buchschmuck): Deutschland erwacht. Werden, Kampf und Sieg der NSDAP, 626.–675. Tsd., Hamburg-Bahrenfeld: Cigaretten-Bilderdienst, 1933

in Zeitschriften:
- Sport im Bild, 1921–1926
- Die Gartenlaube, 1922, 1923
- Das Magazin, 1925
- Die Woche, 1925
- Lustige Blätter, 1926

### Schriften
- Felix Albrecht, Georg Blumenberg: Deutschlands große Führer. Bismarck, Hindenburg, Hitler und ihr Werk (= Das Jahr entlang, Heft 2), Berlin: E. Bloch, 1934
- Felix Albrecht (Text), Fritz Albrecht (Textbilder): Kalif Storch. Komisch-romantisches Spiel nach Wilhelm Hauffs Märchen, [Berlin]: [E. Bloch], 1939

## Archivalien
Archivalien von und über Felix Albrecht finden sich beispielsweise
- im Landesarchiv Berlin, Archivsignatur A-Rep 342-04, Nr. 132[1]
- in der Plakatsammlung des Hessischen Staatsarchivs Darmstadt mit Abbildung des Plakats Tag der Deutschen Polizei' im Fronteinsatz vom Winterhilfswerk aus dem Jahr 1941, inhaltlich „Ordnungs- und Sicherheitspolizist mit griffbereitem Gewehr in Schneelandschaft stehend; im Hintergrund Panzer“[4]
- im Stadtarchiv Darmstadt als biografisches Material unter der Signatur ST 61 Felix Albrecht[5]